# Лайсола
 Лайсола  — деревня в Советском районе Республики Марий Эл. Входит в состав Кужмаринского сельского поселения.

## География
Находится в центральной части республики Марий Эл на расстоянии приблизительно 11 км по прямой на запад-северо-запад от районного центра посёлка Советский.

## История
Основана в первой половине XVIII века. Письменно упоминается с 1780 года. В 1793 году в 19 дворах проживали 133 человека, в 1836 году в 17 дворах — 173 человека, в 1877 году было 50 дворов и проживали 251 человек, в 1898 году — 73 двора, 531 человек, в 1905 году — 73 двора, 464 человека. В 1920 году в деревне имелись 123 двора. За время войны численность населения сократилась с 291 до 241 человека. В 2004 году в деревне было 40 домов, 10 кирпичных, а остальные — деревянные. В советское время работали колхозы «Туналтыш», им. Жданова и «Октябрь».

## Население
Население составляло 129 человек (мари 93 %) в 2002 году, 119 в 2010.